# ラスカルズ (イングランドのバンド)
ラスカルズ（The Rascals）は、イングランドのロックバンド。リトル・フレイムスのメンバー3人によって結成された。2008年、ファースト・アルバム『Rascalize』を発表、2009年8月に解散を発表した。

## 概要・来歴
ボーカル・ギターのマイルズ・ケインはアークティック・モンキーズのアレックス・ターナーとラスト・シャドウ・パペッツを結成し、全英アルバムチャート1位を記録した。

## メンバー
- マイルズ・ケイン (Miles Kane) - リード・ボーカル、ギター
- ジョー・エドワーズ (Joe Edwards) - ベース
- グレッグ・ミグホール (Greg Mighall) - ドラム

## ディスコグラフィ

### アルバム
- Rascalize (2008年) ※全英100位

#### EP
- Out of Dreams (2007年)
- Suspicious Wit (2008年)